# لولیچکا
لولیچکا (به بلغاری: Lulichka) یک منطقهٔ مسکونی در بلغارستان است که در شهرستان کروموفگراد واقع شده‌است.